# ملیتزانو
ملیتزانو (به ایتالیایی: Melizzano) یک کومونه در ایتالیا است که در استان بنونتو واقع شده‌است.

## خصوصیات
ملیتزانو ۱۷٫۵ کیلومترمربع مساحت و ۱٬۸۷۶ نفر جمعیت دارد و ۱۹۰ متر بالاتر از سطح دریا واقع شده‌است.